# ウルリカ・アルヴィドソン
ウルリカ・アルヴィドソン（Ulrica Arfvidsson, 1734年 - 1801年）は、スウェーデン、グスタフ3世時代の占い師。通称、マダム・アルヴィドソン。または、Mamsell Arfvidsson（Mamsellとは、スウェーデン語で、フランス語のマドモアゼルのこと）。

## 生涯
ウルリカ・アルヴィドソンは、エリック・リンドベルイの子として生まれたが、1740年に父エリックが死去した後、母がシェフと再婚したため、アルヴィドソンの姓となった。彼女は占い師となり、1780年頃には、スウェーデンで有名な占い師として名声を博するようになり、彼女の名はスウェーデンのあらゆる階層に知れ渡るようになった。
1786年、ウルリカ・アルヴィドソンは、身分を隠したスウェーデン王グスタフ3世の訪問を受けることとなった。彼女は、グスタフ3世が王であると知りつつ、知らないふりをして王を占った。彼女は、剣を持つマスクの男に気を付けるよう警告した。この男は、グスタフ3世の命を奪うとも予言した。グスタフ3世は、1788年に起こったロシア・スウェーデン戦争の時も彼女を訪ねている。
1792年3月16日にグスタフ3世は、オペラ座の仮面舞踏会で襲われ、13日後の3月29日に死去した。彼女の暗殺予告は人々の間に知れ渡った。この暗殺事件について、彼女の関与は疑われることはなかったが、その関連性に付いては調査された。予言が当たったことで、彼女は人々の間で恐れられるようになった。
その後ウルリカ・アルヴィドソンは、彼女の占いが時代遅れになったことと、人々からの恐怖のために貧困となり、1801年に没した。彼女の名は、19世紀のイタリアの作曲家ヴェルディのオペラ、「仮面舞踏会」の中の一幕としての登場人物、「黒人の女占い師ウルリカ」としても知られている。